# BX442
BX442 es una galaxia espiral de gran diseño. Tiene una galaxia enana compañera. Es la  galaxia espiral más antigua conocida en el universo con 10 700 millones de años, tan solo 3000 millones de años después del Big Bang. Su existencia se conocía desde hace algunos años por fotografías tomadas por el telescopio espacial Hubble, pero solo a partir de 2011 se empezó a estudiar su forma no usual para su datación, hasta que en la edición del 19 de julio de 2012 de la revista científica Nature se da la noticia al público tanto de su existencia como de su forma.